# فريدريش أدولف رومر
فريدريش أدولف رومر (بالألمانية: Friedrich Adolph Roemer)‏ (و. 1809 – 1869 م) هو عالم نبات، وأستاذ جامعي من ألمانيا . ولد في هيلدسهايم.
توفي في كلاوستال-تسيلرفيلد ، عن عمر يناهز 60 عاماً.